# Aero Vodochody
Aero Vodochody (denumită de obicei Aero) este o companie de aeronave din Cehia. Principalele sale unități de producție sunt situate pe aeroportul Vodochody din districtul Praga-Est, pe teritoriile comunelor Vodochody și Odolena Voda.
În perioada Războiului Rece, firma a fost binecunoscută pentru gama sa de avioane cu reacție de antrenament, L-29 Delfin și L-39 Albatros. De asemenea, a dezvoltat derivate militare de luptă ale L-39, L-59 Super Albatros și L-159 Alca cu reacție ușoară. Se consideră că Aero Vodochody s-a ocupat de cel mai mare program industrial de aeronave din țările Consiliului de Ajutor Economic Reciproc (COMECON), cu excepția Uniunii Sovietice. După căderea guvernului comunist din Cehoslovacia în 1989, Aero Vodochody a cunoscut o perioadă perturbatoare în afaceri, pierzând o mare parte a pieței. Vânzările au scăzut considerabil în anii 1990 în Europa de Est, precum și în țările NATO.
Între 1998 și 2004, Aero Vodochody a fost controlată de compania aerospațială americană Boeing. În octombrie 2006, compania a fost privatizată din nou, fiind cumpărată de grupul ceho-slovac de investiții Penta Investments pentru aproximativ 3 miliarde CZK. Aero Vodochody continuă să producă atât avioane întregi, cât și aerostructuri pentru industria aerospațială. În timpul Farnborough Airshow din 2014, s-a anunțat lansarea lui Aero L-39NG, o versiune îmbunătățită și modernizată a omniprezentului său L-39.
În anul 2021, Penta Investments și-a vândut cota de afaceri către HSC Aerojet Zrt.